# Chengdong
Chengdong léase Cheng-Dóng (en chino simplificado, 城东区; pinyin, Chéngdōng qū; literalmente, ‘oriente de la ciudad’) es un distrito urbano bajo la administración directa de la ciudad-prefectura de Xining. Se ubica en la provincia de Qinghai, en el corazón geográfico de la República Popular China. Su área es de 112 km² y su población total para 2010 fue más de 300 mil habitantes.

## Administración
El distrito de Chengdong se divide en 9 pueblos que se administran en 7 subdistritos y 2 poblados.